# Roberto conte di Namur
Roberto (circa metà IX secolo – inizio X secolo) è stato un nobile francese, fu il primo conte del Pagus Lommensis o Pagus Lomacensis, futura contea di Namur dall'884 circa, alla sua morte.

## Origine
Di Roberto, nobile carolingio, non si conoscono gli ascendenti.

## Biografia
Di Roberto si hanno poche notizie.
Il documento n° 105 del Karoli III Diplomata riporta che l'imperatore del Sacro Romano Impero, il carolingio, Carlo III (Karolus divina favente elementia imperator augustus), nell'884 garantì una proprietà ad un certo Sancho (Sanctioni), vassallo del conte Roberto (Rotbertus comes fidelissimus noster) in una cittadina che era parte del contado di Roberto (in comitatus Lomacense in villa quae dicitur Merendrec).
Questo è l'unico riferimento alla contea, oltre al nome, Roberto, che si ritroverà in due successori.
Di Roberto non si conosce la data della morte.

## Discendenza
Non si hanno notizie di una eventuale moglie né di figli.

### Fonti primarie
- (LA)  Monumenta Germaniae Historica, Diplomata Regum Germaniae ex stirpe Karolinorum, Tomus II, Karoli III Diplomata